# Godwin Mawuru
Godwin Mawuru (Shamva, Zimbabue, 15 de julio de 1961 – Harare, íd., 24 de mayo de 2013) fue un director de televisión y productor y director de cine.
Hizo sus estudios primarios en la Escuela Primaria de Shamva y concurrió después a la Escuela Secundaria Chimimba en Mount Darwin, Mashonaland Central.

## Actividad profesional
Inicialmente trabajó en el teatro entre 1981 y 1986, como actor, director y también detrás del escenario. En 1987 produjo y dirigió su primera película, The Tree Is Mine, a la que siguió Facilitation Techniques In Training. En 1993 dirigió la exitosa Neria. El filme está basado en memorias personales y se asemeja en su forma al melodrama del siglo XIX, tiene como temas la situación de la mujer en Zimbabue así como la colisión entre la modernidad de la sociedad urbana y el apego a las costumbres ancestrales por parte de los pobladores de los pueblos rurales. Se ha considerado que probablemente fue la película de Zimbabue con mayor cantidad de público todos los tiempos.

Después de Neria, Mawuru trabajó durante seis meses en la Oficina Nacional de Cine de Canadá, en Montreal y volvió a su país, donde dirigió I Am the Future (1994), producida por una mujer de negocios de Zimbabue, la primera en incursionar en tal actividad en el país; se trata de una película dramática acerca de una joven que en la década de 1970 se escapa hacia una gran ciudad desde la zona rural donde vivía, para escapar de la guerra de la independencia de Zimbabue. Posteriormente trabajó en varias producciones televisivas y adquirió difusión como director de la telenovela Studio 263, la de más prolongada de la televisión del país, que al tiempo de fallecer llevaba más de 2000 emisiones.
Por Neria, Godwin Mawuru fue galardonado en el Festival de cine de Cartago con el Premio Organización para la Unidad Africana OUA al Mejor Director.
Falleció de una sepsia complicación de la diabetes que padecía, en el Hospital general Parirenyatwa de Harare después de una internación de dos semanas.